# 嚴雲從
嚴雲從（1599年—1657年），袁州府分宜縣人，祖籍福建邵武，明朝、南明軍事人物。

## 生平
嚴雲從是嚴嵩的曾孫，嚴世蕃的孫子，嚴紹庭的兒子，在天啟元年（1621年）中武舉人，次年（1622年）聯捷武進士；跟隨孫承宗到遼東，累功官至都司，遷任昭平參將。永曆帝繼位，他參與擁立，陞任錦衣衛指揮使、御營總兵，與馬吉翔、郭承昊並列，服侍劉承胤為外援，當值西司房，封清江伯。毛壽登為此上疏：「嚴雲從沒有功勞而得爵位，怎能鼓勵人心解決國難？」上奏後毛壽登被奪職。奉天淪陷，他跟隨永曆帝到廣西，加官太子太保、左都督，掌管後軍都督府；他以一品封賞乞求封贈其曾祖嚴嵩等人，不獲准許。他恭敬的馬吉翔差謹，不敢執掌朝政，庸庸碌碌的做事。永曆帝前往潯南，他往北匿藏在懷集山中，之後不知所終。

## 引用
1. 1 2  錢海岳《南明史·卷六十五·列傳第四十一》：嚴雲從，分宜人。世宗時奸臣世蕃〔嵩〕曾孫。天啟二年武進士。從孫承宗遼東，累功官都司，遷昭平參將。昭宗立，附擁戴，擢錦衣指揮使、御營總兵，與馬吉翔、郭承昊比，事劉承胤為外援，直西司房，封清江伯。
2. ↑  民國《分宜縣志·卷七·選舉》：鄉舉……武舉 明天啟元年辛酉科，見武進士
3. ↑  錢海岳《南明史·卷六十五·列傳第四十一》：毛壽登等疏言：「雲從無一矢之功而封五等，何以鼓人心而匡國難？」奏上，壽登等奪職。奉天陷，扈幸廣西，加太子太保、左都督，掌後軍都督府。以一品覃恩，乞封其高〔曾〕祖嵩以下，不許。雲從視吉翔差謹，不敢執朝權，碌碌充位而已。上幸潯南，雲從北匿懷集山中，不知所終。